# NGC 1706
NGC 1706 (również PGC 16220) – galaktyka spiralna (Sab), znajdująca się w gwiazdozbiorze Złotej Ryby. Odkrył ją John Herschel 25 grudnia 1837 roku.